# Comédie sécuritaire
La Comédie sécuritaire (anglais : Security theater) est un concept introduit par l'auteur américain Bruce Schneier dans son livre Beyond Fear: Thinking Sensibly about Security in an Uncertain World (en) pour décrire des mesures de sécurité destinées à donner au public une impression de sécurité sans pour autant améliorer la sécurité réelle. Cette question s'inscrit dans les débats entourant la sécurité aéroportuaire à la suite des attentats du 11 septembre 2001.
Cette approche s'appuyait sur deux constats :
- les mesures de sécurité « manifestes » en place avant l'attentat ont été facilement contournées par des terroristes déterminés
- à la suite de l'attentat, la multiplication de mesures sécuritaires spectaculaires mais à l'efficacité discutable.

## Caractéristiques de la comédie sécuritaire
- La mesure est visible, elle a des effets manifestes pour le groupe auquel elle est destinée en termes de procédure, de temps passé, de nombre d'agents de sécurité vus, de dépenses etc.
- Cependant l'accroissement réel de sécurité est faible, difficilement mesurable, voire nul ou négatif.

Le coût (au sens le plus large, pas uniquement financier) de ces mesures n'est pas déterminant. Il peut être aussi bien inférieur, similaire, ou supérieur aux coûts de mesures d'améliorations effectives de la sécurité.
La raison de l'emploi de mesures de « comédie sécuritaire » par l'autorité est variable :
- l'incapacité sincère de l'autorité à distinguer l'efficacité réelle d'une mesure de son apparence superficielle ;
- le choix cynique d'une mesure spectaculaire que l'on sait peu efficace
  - parce que l'autorité ne peut ou ne veut (pour des raisons bonnes ou mauvaises) donner une réponse efficace à un problème réel, auquel cas l'apparence de réponse masque les carences ou permet un "déni plausible".
  - parce que le public ou l'autorité supérieure exigent une réaction à un problème qu'elle surestime, et qu'il est plus simple ou plus avantageux de les contenter avec une apparence de réponse supplémentaire qu'avec une explication de pourquoi ils se trompent.
  - ou parce que la mesure, bien qu'inefficace sur le plan de la sécurité, procure un avantage quelconque sur un autre plan (accroissement de budget, embauche de personnel, développement technologique, influence politique...).

## Avantages
L'affichage de mesures sécuritaires spectaculaires, indépendamment de leur efficacité réelle, peut être suffisant pour impressionner et dissuader des adversaires mal préparés ou peu déterminés.
Des mesures peu efficaces dans leur objectif initial peuvent apporter des externalités positives sur d'autres objectifs par exemple,  l'installation de caméras dans une gare peut avoir un impact limité sur le risque d'attentat à la bombe mais contribuer à éloigner le trafic de stupéfiants.[réf. nécessaire]
Les mesures agissent sur le risque perçu. Ce type de mesure peut être légitime si celui-ci est déraisonnablement supérieur au risque réel.

## Inconvénients
Les mesures de « comédie sécuritaire » n'améliorent que marginalement la sécurité réelle. Elles détournent des crédits d'autres mesures plus efficaces.
Elles donnent une fausse impression de sécurité qui peut contribuer à la négligence. Si l'inefficacité de la mesure est dévoilée, par exemple par son échec à empêcher un attentat, elle peut discréditer durablement l'autorité chargée de la sécurité, contribuant à diminuer l'acceptation des mesures ultérieures par le public, y compris légitimes.

## Exemples
- le déploiement d'unités militaires dans les gares et aéroport pour lutter contre le risque terroriste (aux États-Unis, à la suite des attentats du 11 septembre, en France, le plan Vigipirate) : ce type de mesure est spectaculaire, présente un coût réel mais son efficacité face à des actions terroristes parait discutable (inadéquation de la formation et de l'équipement).
- l'incapacité chronique de la sécurité aéroportuaire à repérer les passagers armés malgré une augmentation constante de la sophistication des contrôles, démontrée par des campagnes de tests inopinés aux États-Unis[1] et des évènements isolés[2].